# Fort de Bellegarde

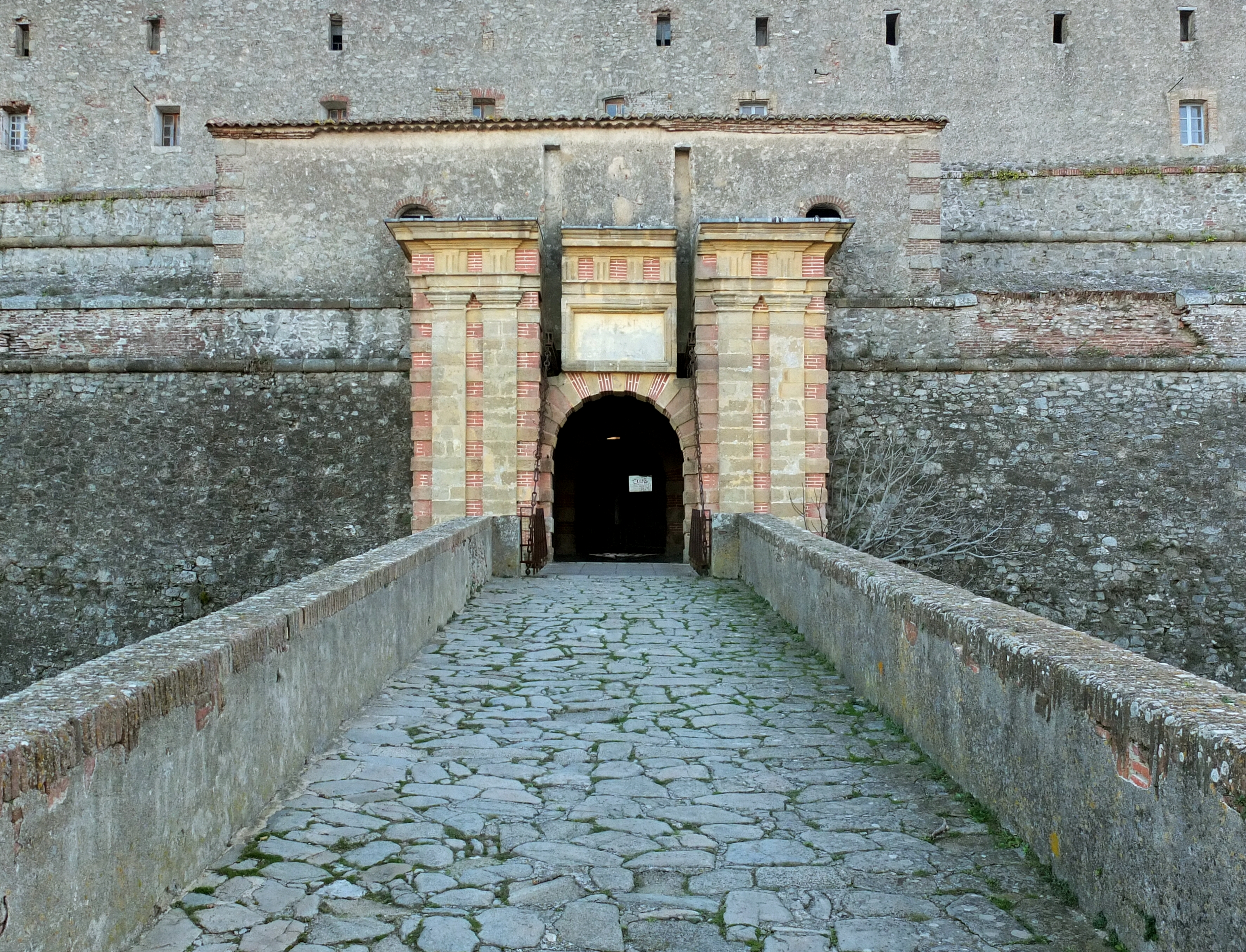
Tor mit Zugbrücke

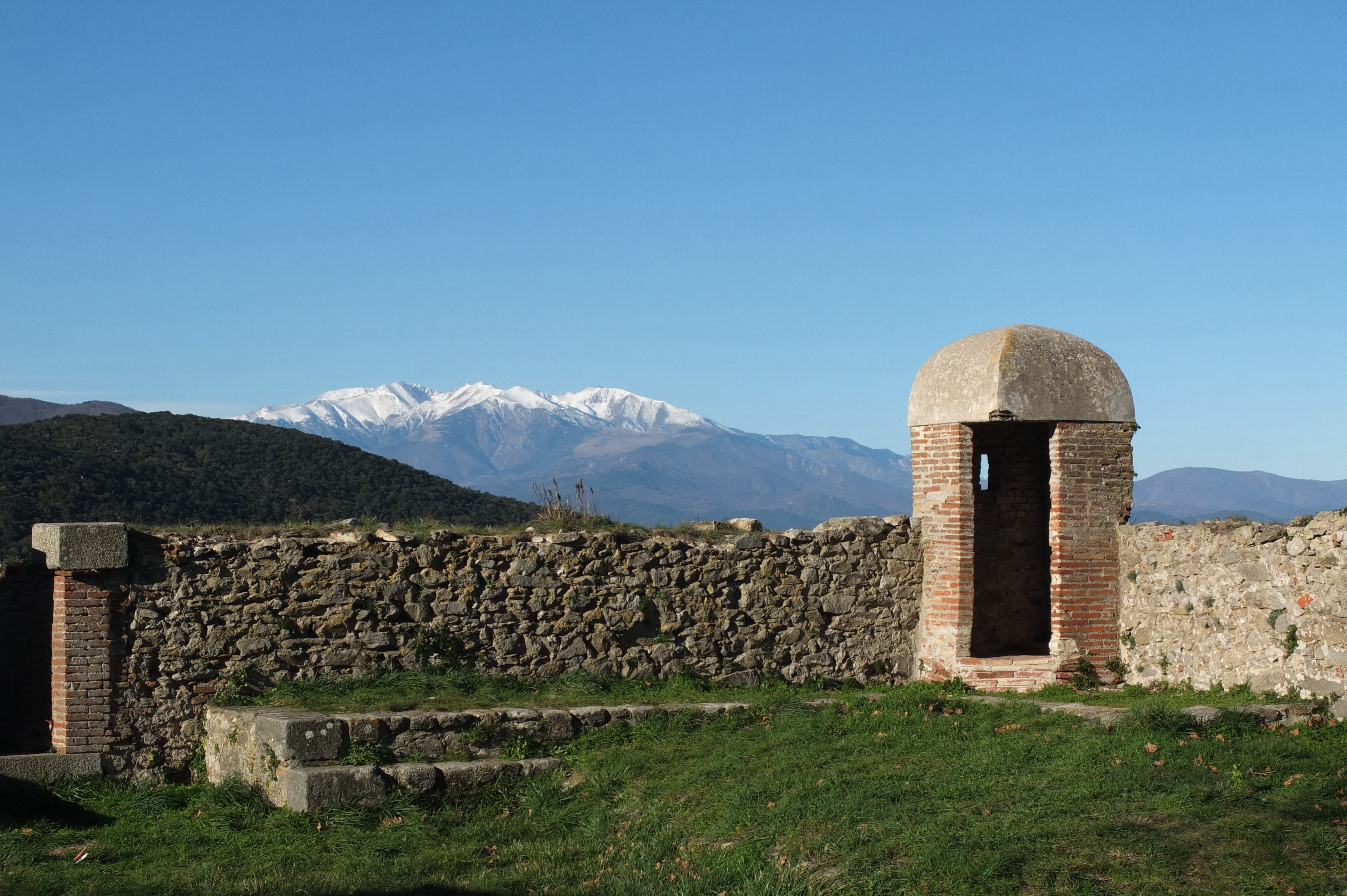
Wehrerker mit dem Canigou im Hintergrund

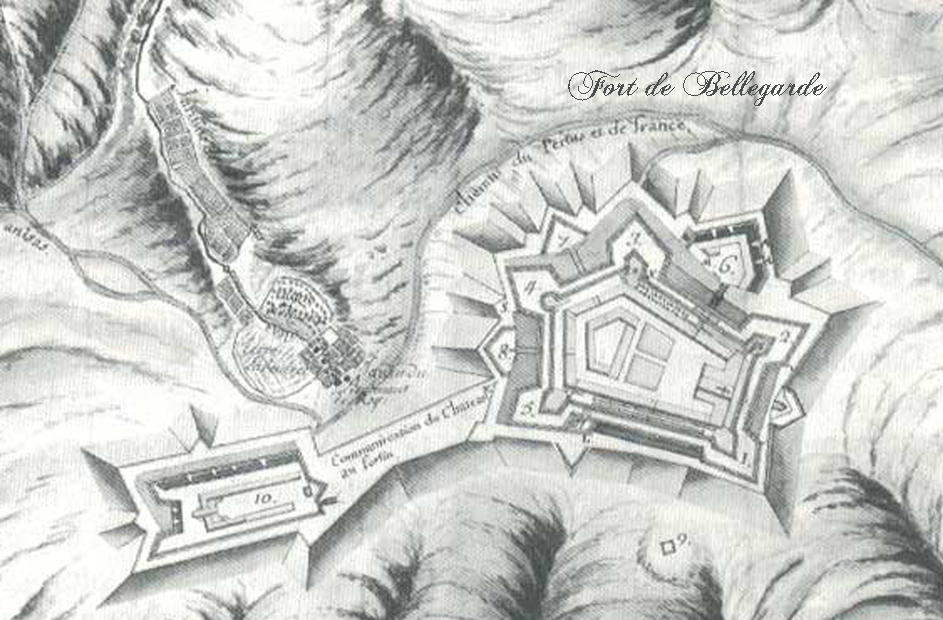
Plan des Fort Bellegarde nach einer Zeichnung wahrscheinlich von Christian Rousselot de Monceaux

Das Fort de Bellegarde ist eine Festung des 17. Jahrhunderts an der französisch-spanischen Grenze. Sie liegt oberhalb der Ortschaft Le Perthus im Département Pyrénées-Orientales.
Angelegt wurde die Befestigung als Zollstation sowie zur Kontrolle und Sperre des Weges nach Frankreich.

## Geschichte
Die Geschichte des Fort de Bellegarde beginnt mit dem Königreich Mallorca. Im Jahre 1285, als dieses Königreich noch keine zehn Jahre Bestand hatte stellte Pierre III d’Aragon eine starke Bedrohung für den König von Mallorca Jacques II de Majorque, einen seiner jüngeren Brüder, dar, insbesondere da dieser auch im Besitz der Grafschaft Roussillon war und auch dort residierte. Nach dem gescheiterten Kreuzzug gegen Aragón musste Jakob II. unter anderem diese Befestigung an Aragón abtreten. Nachdem der König von Aragon während des 14. Jahrhunderts die militärische Bedrohung seines südlichen Nachbarn aufgegeben hatte, wurde das Bauwerk nur noch als Zollstation genutzt. Mit dem Pyrenäenfrieden von 1659 fiel das Territorium von Les Perthus an Frankreich, was bereits zu ersten Ausbaumaßnahmen führte. Während des Holländischen Krieges wurde Bellegarde zu Beginn des Jahres 1674 von den Spaniern belagert und eingenommen, die danach unverzüglich begannen, die Anlage zu verstärken. Eine Armee unter dem Grafen Friedrich von Schomberg konnte am 29. Juli 1675 nach zehn Tagen der Belagerung das Festungswerk wieder einnehmen.
- Krieg von Roussillon

Nachdem der französische Nationalkonvent am 7. März 1793 Spanien den Krieg erklärt hatte, rückte eine spanische Arme ab dem 17. April 1793 über die Grenze nach Norden vor, um die Einwohner der Region und die dort weilenden Flüchtlinge zu schützen.
General Ricardos zog durch die Region Vallespir und besetzte am 23. Mai 1793 das Dorf Prats de Mollo
Am 5. Juni wurde das kleine Fort Lagarde  oberhalb von Prats de Mollo zur Übergabe gezwungen und besetzt. Danach zogen die Spanier im Tal weiter und nahmen Bellegarde am 25. Juni ein. Dieses blieb in der Hand der Spanier, bis es nach viertägiger Belagerung am 7. September 1794 durch die Truppen von Général Jacques François Dugommier zurückerobert wurde.
- Spanischer Bürgerkrieg

Vom Januar bis Februar 1939 diente das Fort als Internierungsort für die Republikaner des spanischen Bürgerkrieges, die vor den Truppen des General Franco über die französische Grenze geflohen waren.
- Zweiter Weltkrieg

Während der deutschen Besatzung im Zweiten Weltkrieg wurde das Fort von der Gestapo für zunächst entkommene und dann wieder ergriffene Kriegsgefangene, spanisch-republikanische Flüchtlinge und deren Fluchthelfer genutzt.

## Bauwerk
Ursprünglich handelte es sich nur um einen, zur Verteidigung eingerichteten Beobachtungsturm. Er hatte eine Höhe von etwa 20 Metern, die Mauerdicke betrug 1,5 Meter. Nach verschiedenen Stufen des Ausbaus in den folgenden Jahrhunderten, besichtigte im Jahre 1679 Sébastien Le Prestre de Vauban die Anlage und genehmigte den Plan seines Ingenieurs Christian Rousselot de Monceaux zur Vergrößerung und erheblichen Verstärkung des Gipfelforts. Es wurde ein doppelter Wall im Bastionärsystem mit fünf Bastionen um den Kern gelegt. Der Höhenrücken wurde nach Süden, zur spanischen Grenze, mit einem Hornwerk abgeriegelt. Der zweifache Wall aus Mauerwerk ist zum größten Teil von einem trockenen Graben umgeben. Die Kehle wird zusätzlich durch einen nassen Graben zwischen den beiden Bastionen geschützt. Das Glacis ist etwa 1000 Meter lang und an der Südostecke, an der Ost- und der Nordfront durch Schanzen verstärkt. In den übrigen Bereichen war der Berghang flacher und erforderte massivere vorgeschobene Abwehrstellungen. Im Südwesten und Süden, sowie im westlichen Zugangsbereich waren daher den Kurtinen Ravelins vorgelegt. (Der auf dem Plan von Rousselot de Monceaux eingezeichnete nördliche Ravelin wurde nicht verwirklicht.) Vom Zugangsravelin, der über eine Rampe betreten wird, führt eine gemauerte Brücke zum Haupteingang, der „Porte de France“, und wird dort durch eine Zugbrücke unterbrochen. Das Fort verfügte über einen Brunnen, eine Kapelle, ein Hospital, eine Bäckerei, eine Windmühle und Kasernen für 600 Mann. Diese waren teilweise in das Hornwerk gebaut und sind heute ruinös. Vom Hornwerk führte ein gedeckter Weg zum Fort.
Die Kapelle hat eine Länge von 11,20 Metern und war 12,50 Meter hoch. Im 19. Jahrhundert wurde sie in zwei Etagen geteilt. Die gut belüfteten Pulvermagazine waren in die kleinen Bastionen ausgelagert. Der Brunnen hat einen Durchmesser von sechs Metern und ist 62 Meter tief.

## Öffentlichkeit
Das Fort ist für Besucher von Mai bis September täglich von 10:30 Uhr bis 18:30 Uhr geöffnet. Es finden kurze Führungen statt, bei denen die Militärgeschichte des Forts und seine Architektur erklärt werden.
Seit dem 26. Juni 1967 ist das Fort in die Liste der historischen Monumente (Monuments historiques) aufgenommen. Es befindet sich im Eigentum der Gemeinde, die ständig Restaurierungsarbeiten durchführen lässt.

## Trivia
In dem Film Der Mann aus Marseille ist das Fort Teil der Handlung. Es dient hier als Kriminalgefängnis, was es aber niemals war.
Koordinaten: 42° 27′ 30″ N, 2° 51′ 32″ O